# Albizia vialeana
Albizia vialeana är en ärtväxtart som beskrevs av Jean Baptiste Louis Pierre. Albizia vialeana ingår i släktet Albizia och familjen ärtväxter. Inga underarter finns listade i Catalogue of Life.